# 露德圣母堂 (明尼阿波利斯)

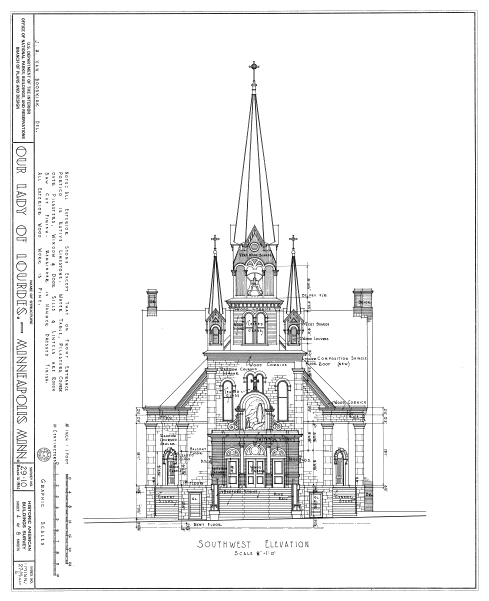
Drawing made for the 1934 HABS

露德圣母堂（Our Lady of Lourdes Catholic Church）是一座罗马天主教教堂，属于天主教圣保禄及明尼波利斯总教区，位于美国明尼阿波利斯，密西西比河东岸；它是该市连续使用最古老的教堂，属于圣安东尼瀑布历史地区的一部分。